# Tim Mead

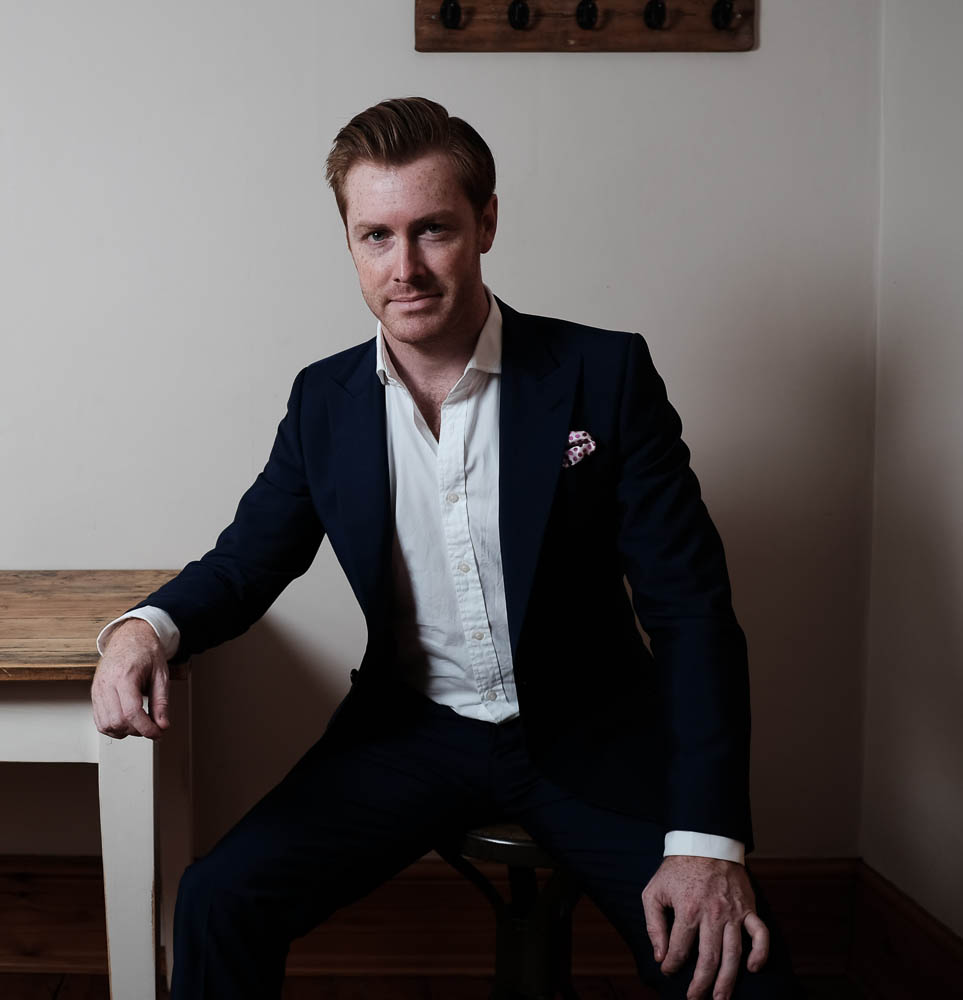
Tim Mead (2015)

Timothy Mead (* 28. Mai 1981 in Chelmsford) ist ein englischer Opernsänger (Countertenor) mit Schwerpunkt auf Barockoper.

## Leben
Während seiner Schulzeit in Chelmsford begann Tim (Timothy) Mead als Sänger im Chor der Kathedrale von Chelmsford. Im Anschluss studierte er zunächst Cello und Klavier am Trinity College of Music in London. Es folgte ein Studium in Gesang und Musikwissenschaft. Mead ließ sich an der Chorschule des King’s College Cambridge von Charles Brett und am Londoner Royal College of Music von Robin Blaze ausbilden.
Sein Repertoire umspannt Vokalmusik vom frühen 17. bis zum 21. Jahrhundert, von Claudio Monteverdi bis zu Harrison Birtwistle, an dessen The Minotaur er 2008 in der Uraufführung beteiligt war. Sein Schwerpunkt liegt auf Barockopern, wo er vor allem mit Ensembles aus dem Bereich der historischen Aufführungspraxis musiziert und als einer der führenden Countertenöre gilt.
Mead trat in den Opernhäusern von Amsterdam, Chicago, London, Lyon und Paris auf. Er musizierte mit Orchestern wie der Academy of Ancient Music, Akademie für Alte Musik Berlin, dem Balthasar-Neumann-Chor und -Ensemble, Bach Collegium Japan, Concerto Köln, The English Concert, Les Arts Florissants, den New Yorker Philharmonikern, der Nederlandse Bachvereniging, dem Orchestra of the Age of Enlightenment oder dem RIAS Kammerchor und sang unter renommierten Dirigenten wie William Christie, Thomas Hengelbrock, Vladimir Jurowski, Raymond Leppard, Masaaki Suzuki und Jos van Veldhoven. Größere Bekanntheit erlangte er, als er 2016 auf den BBC Proms mit der H-Moll-Messe von Johann Sebastian Bach auftrat. Hier hatte er bereits im Jahr 2004 sein Debüt mit der Missa Bruxellensis von Heinrich Ignaz Franz Biber.
Neben einigen Bachkantaten sang er die Altarien in allen großen Vokalwerken Bachs (Matthäus-Passion, Johannes-Passion, Weihnachtsoratorium und Magnificat).Mead übernahm die Partien in den italischen Barockopern von Monteverdi, Francesco Cavalli, Agostino Steffani, Giovanni Battista Pergolesi und Antonio Vivaldi. Ein besonderes Schwergewicht kommt den Opern von Georg Friedrich Händel zu. Werke von Henry Purcell und Opern von Christoph Willibald Gluck und Wolfgang Amadeus Mozart stehen ebenso auf seinem Programm wie moderne Werke von Benjamin Britten, George Benjamin, Philip Glass und Birtwistle einschließt. Seine CD-Einspielungen wurden mehrfach ausgezeichnet, unter anderem mit dem Gramophone Classical Music Awards.
Mead ist Mitbegründer und Sänger des Ensembles The Prince Consort, das stilistisch ein breites Spektrum an Vokalmusik bietet.